# Euphorbia debilispina
Euphorbia debilispina là một loài thực vật có hoa trong họ Đại kích. Loài này được L.C.Leach mô tả khoa học đầu tiên năm 1991 publ. 1992.

## Hình ảnh

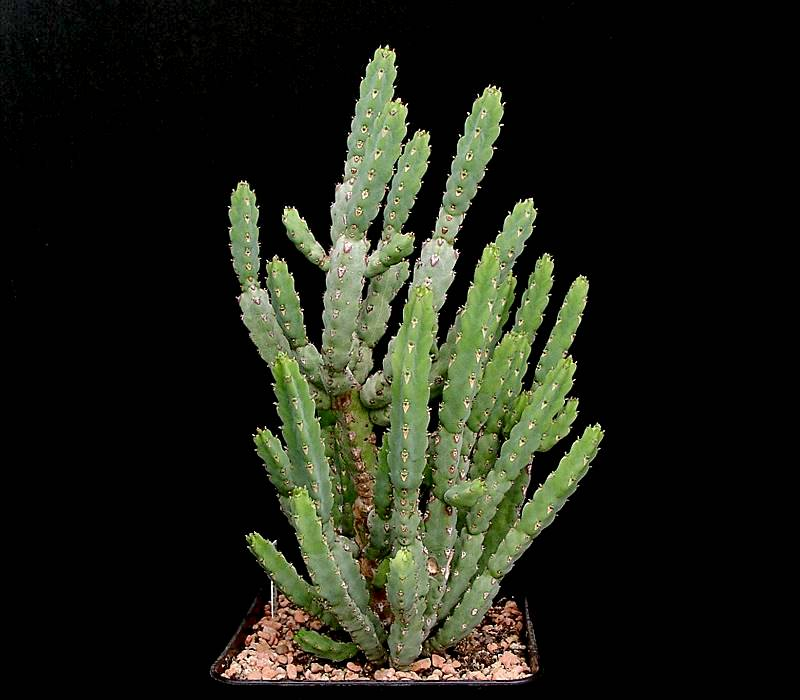
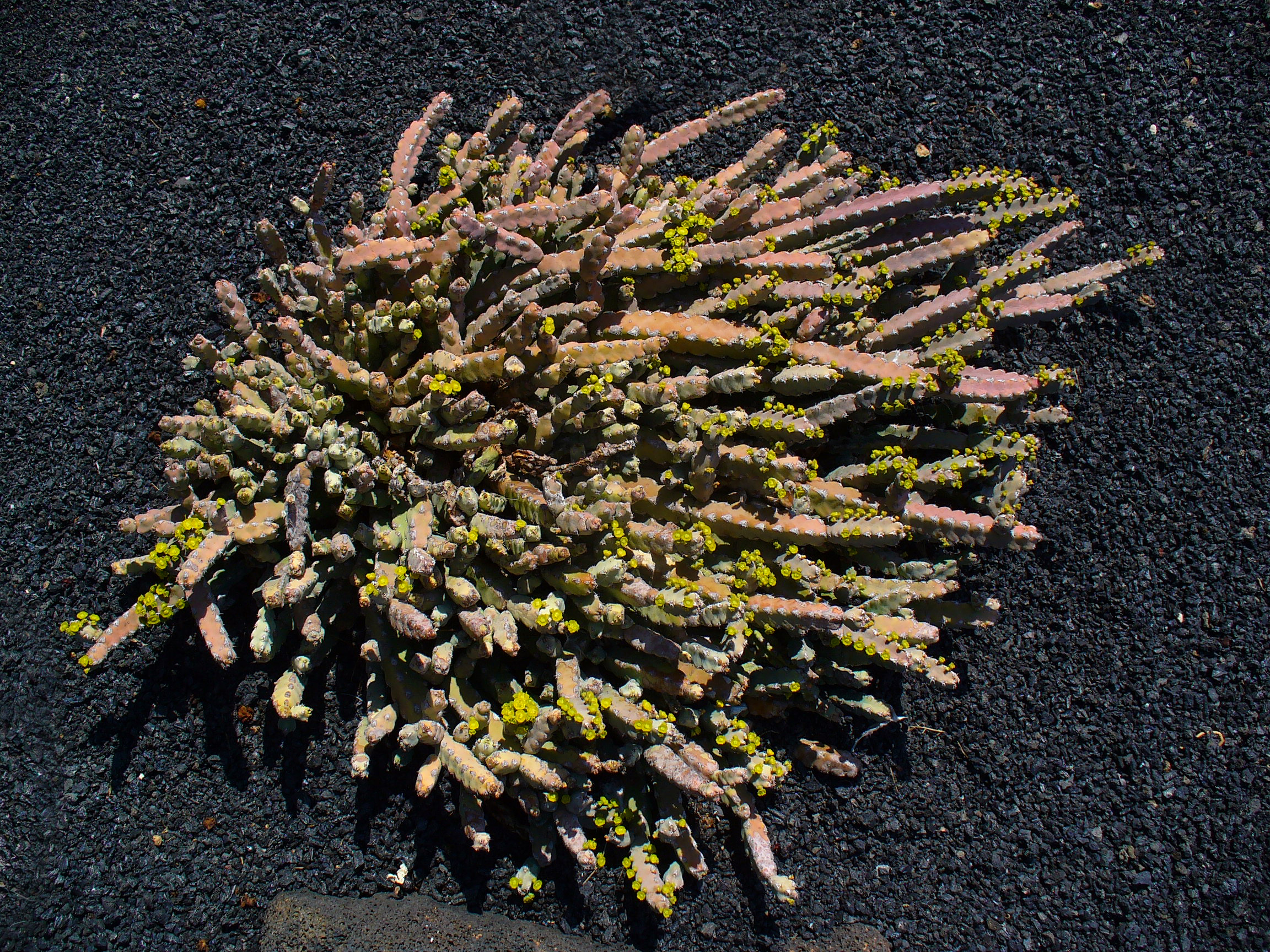
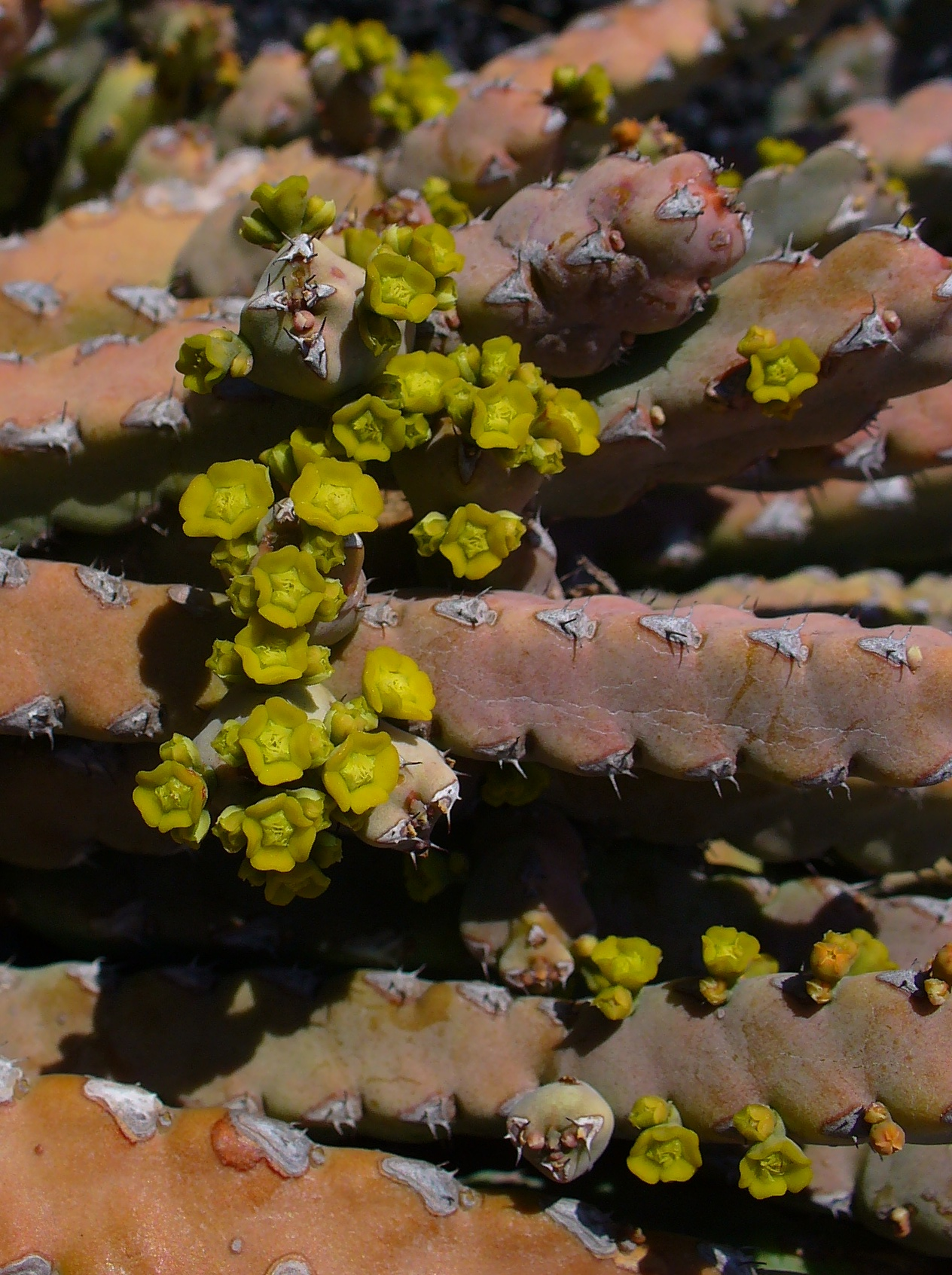
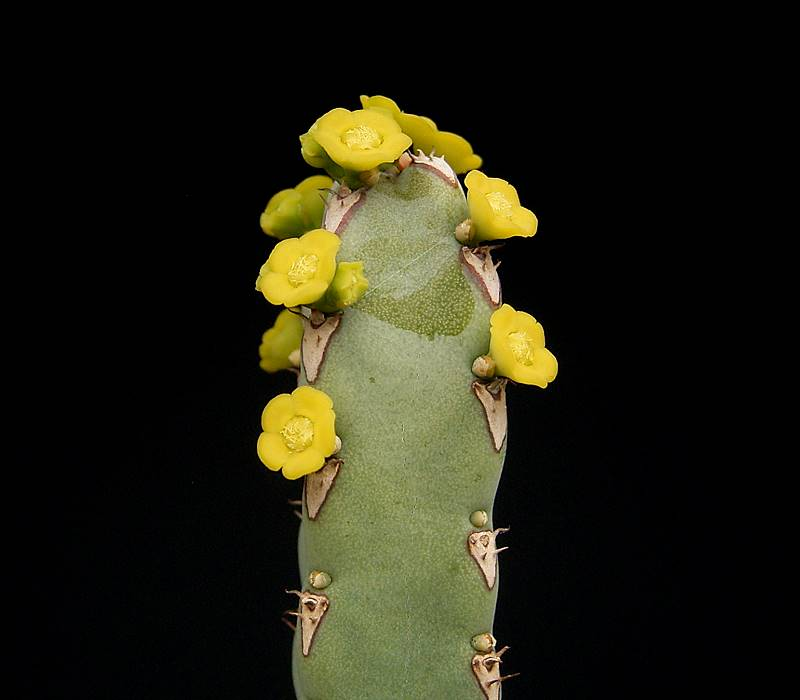